# Memoriał Luboša Tomíčka 2005
Memoriał Luboša Tomíčka 2005 – rozegrane po raz 37. w Pradze zawody żużlowe, mające na celu upamiętnienie czechosłowackiego żużlowca Luboša Tomíčka, który zginął tragicznie w Pardubicach w 1968 roku. W memoriale zwyciężył Słoweniec Matej Žagar.

## Wyniki
- Praga, 16 października 2006

| Msc. | Zawodnik              | Państwo           | Pkt   |             |  |
| ---- | --------------------- | ----------------- | ----- | ----------- |  |
| 1    | Matej Žagar           | Słowenia          | 14 +4 | (3,2,3,3,3) |  |
| 2    | Antonín Šváb          | Czechy            | 11 +3 | (2,3,0,3,3) |  |
| 3    | Matej Ferjan          | Słowenia          | 11 +2 | (3,3,2,0,3) |  |
| 4    | Martin Smolinski      | Niemcy            | 12 +1 | (2,2,3,3,2) |  |
| 5    | Sam Ermolenko         | Stany Zjednoczone | 10 +0 | (1,3,2,2,2) |  |
| 6    | Fredrik Lindgren      | Szwecja           | 9     | (2,1,2,2,2) |  |
| 7    | Damian Baliński       | Polska            | 8     | (1,3,3,1,0) |  |
| 8    | Luboš Tomíček         | Czechy            | 8     | (2,0,1,2,3) |  |
| 9    | Josef Franc           | Czechy            | 8     | (3,2,0,1,2) |  |
| 10   | Tomáš Suchánek        | Czechy            | 8     | (3,2,1,2,t) |  |
| 11   | Zdeněk Simota         | Czechy            | 7     | (1,1,1,3,1) |  |
| 12   | Ricky Kling           | Szwecja           | 5     | (0,1,2,1,1) |  |
| 13   | Sándor Tihanyi        | Węgry             | 3     | (0,0,3,0,0) |  |
| 14   | Jonas Davidsson       | Szwecja           | 3     | (1,1,1,0,0) |  |
| 15   | Jurica Pavlic         | Chorwacja         | 2     | (0,0,0,1,1) |  |
| 16   | rez. Igor Marko       | Ukraina           | 1     | (1)         |  |
| 17   | Pavel Ondrašík        | Czechy            | 0     | (0,0,0,0,0) |  |
|      | rez. Christoph Demmel | Niemcy            | ns    |             |  |